# Aeronautica dell'Albania - AALB
Il 19 aprile 1939 si costituisce il Comando di Aeronautica dell’Albania con sede a Tirana per gestire l'Albania.
Dal 1940 era al comando di Renato Sandalli.

## OdB al momento dell'entrata in guerra nel 1940
L'ordine di battaglia al 10 giugno del 1940 agli ordini del Gen. S.A. Ferruccio Ranza era:
- 38º Stormo Bombardamento Terrestre (Col. Giuseppe Fresia, Aeroporto di Tirana)
  - 39º Gruppo Bombardamento Terrestre Savoia-Marchetti S.M.81 (Magg. Gildo Smini, Tirana)
    - 51ª Squadriglia (5 SM 81)
    - 69ª Squadriglia (4 SM 81)

  - 40º Gruppo Bombardamento Terrestre Savoia-Marchetti S.M.81 (Ten. Col. Amato Panunzi, Tirana)
    - 202ª Squadriglia (5 SM 81)
    - 203ª Squadriglia (4 SM 81)
- 160º Gruppo Autonomo Caccia, Fiat C.R.42 e Fiat C.R.32 (Ten. Col. Raffaele Colacicchi, Tirana)
  - 393ª Squadriglia (8 CR 42)
  - 394ª Squadriglia (8 CR 32) (Berat)
- 611ª Squadriglia Autonoma Trasporti Aerei (Tirana, 5 Breda Ba.44)
- 120ª Squadriglia Osservazione Aerea, IMAM Ro.37bis (Tirana/Valona)

## OdB ai primi di settembre del 1943
A causa degli eventi bellici molti reparti della Regia Aeronautica vennero riassegnati. La situazione che viene di seguito presentata fa riferimento ai primi di settembre del 1943 al comando del Gen. D.A. Armando Ferroni.
- 13º Stormo Bombardamento Terrestre, (Devoli)
  - 43º Gruppo
    - 3ª Squadriglia
    - 5ª Squadriglia
- 101º Gruppo Autonomo Tuffatori, (Tirana)
  - 208ª Squadriglia d'Assalto
- 38º Stormo Bombardamento Terrestre, (Scjak)
  - 40º Gruppo
    - 202ª Squadriglia
    - 203ª Squadriglia

  - 42º Gruppo
    - 200ª Squadriglia
    - 201ª Squadriglia
- 376ª Squadriglia Autonoma Caccia Terrestre, (Tirana)
- 392ª Squadriglia Autonoma Caccia Terrestre, (Tirana)